# Sozialgericht Kiel

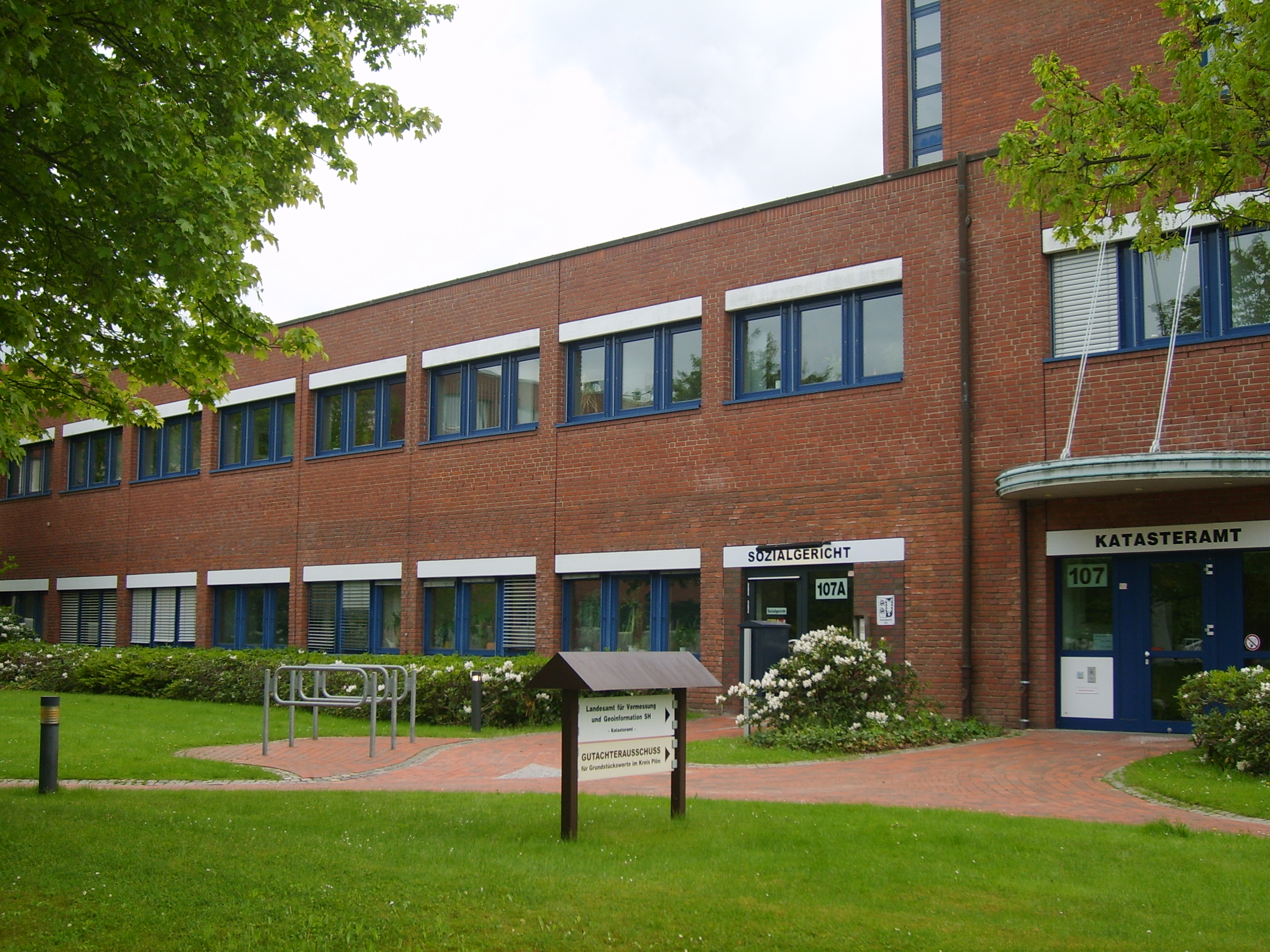
Sozialgericht Kiel

Das Sozialgericht Kiel ist ein Gericht der Sozialgerichtsbarkeit. Es ist eines von vier Sozialgerichten in Schleswig-Holstein.

## Gerichtssitz und -bezirk
Das Gericht hat seinen Sitz in der Landeshauptstadt Kiel.
Es ist örtlich für die Städte Kiel und Neumünster und den Kreis Plön zuständig. Der Gerichtsbezirk ist damit etwa 1270 km2 groß, in ihm leben etwa 456.000 Einwohner. Seit dem 1. April 2011 ist das Gericht nicht mehr für den Kreis Rendsburg-Eckernförde zuständig.
Die sachliche Zuständigkeit ergibt sich aus dem Sozialgerichtsgesetz.
Schleswig-Holsteins Justizministerin Kerstin von der Decken plante im Herbst 2024, Teile der Fachgerichtsbarkeit an einem Ort zu konzentrieren. Alle Arbeits- und Sozialgerichte in der Fläche würden dazu geschlossen und an einem noch zu bestimmenden Standort zusammengezogen. Es gäbe bei den Gerichtsgebäuden einen erheblichen Sanierungsstau, zudem sei es schwierig, die Organisationseinheiten personell aufrechtzuerhalten.

## Gerichtsleitung
Direktor des Sozialgerichts Kiel ist seit 2020 Frank Knoblich, der vorher Direktor des Sozialgerichts Itzehoe war.

## Gerichtsgebäude
Das Gerichtsgebäude des Sozialgerichts Kiel befindet sich am Kronshagener Weg 107 a. Bis zum Jahre 2009 befand es sich im Gerichtsgebäude in der Deliusstraße gemeinsam mit den dortigen Gerichten.

## Übergeordnete Gerichte
Auf Landesebene ist das Schleswig-Holsteinische Landessozialgericht das übergeordnete Gericht. Es ist in Schleswig angesiedelt. Diesem ist wiederum das Bundessozialgericht in Kassel übergeordnet.